# Eugenio Leotta
Eugenio Leotta (Zafferana Etnea, 9 giugno 1903 – Malta, 25 ottobre 1941) è stato un militare e aviatore italiano, decorato di medaglia d'oro al valor militare alla memoria nel corso della seconda guerra mondiale.

## Biografia

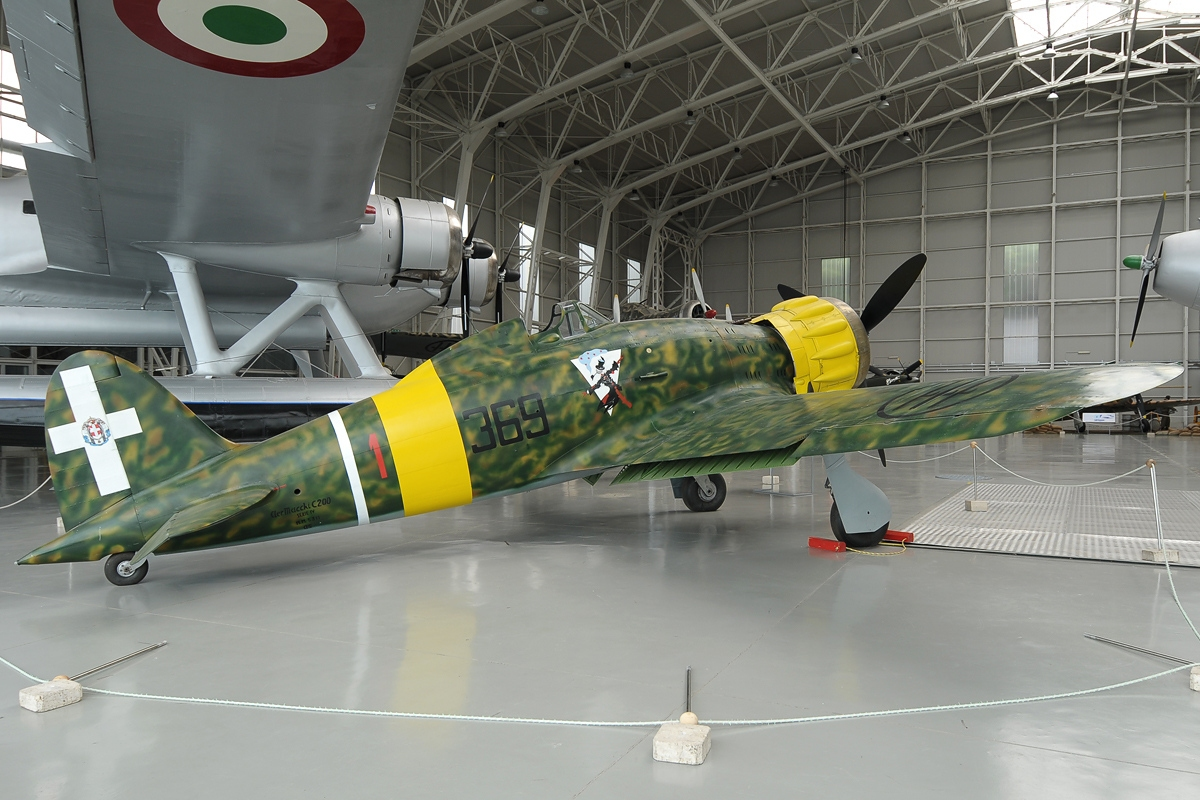
Un caccia Macchi M.C.200 Saetta esposto presso il Museo storico dell'Aeronautica Militare.

Nacque a Zafferana Etnea, provincia di Catania, il 9 giugno 1903. Arruolatosi nel Regio Esercito per svolgere il servizio militare di leva, fu nominato sottotenente di complemento in forza all'8º Reggimento bersaglieri. Nel 1925 chiese, ed ottenne, il passaggio in servizio nella Regia Aeronautica, conseguendo la qualifica di pilota d'aeroplano nel maggio dello stesso anno e trasferito al 1º Stormo caccia Terrestre ottenne il brevetto di pilota militare nel luglio 1926. Passato in servizio permanente effettivo due anni dopo, fu promosso tenente e nel 1931 frequentò la Scuola di navigazione aerea di alto mare, venendo poi assegnato al 92º Gruppo dello Stormo misto dell'Egeo. Promosso capitano nel marzo 1935, dopo pochi mesi partì volontario per l'Africa Orientale Italiana dove assunse il comando della 103ª Squadriglia. Dopo aver preso parte alle operazioni belliche nel corso della guerra d'Etiopia, venne rimpatriato nel novembre 1937, decorato con due medaglie d'argento al valor militare e con la promozione a maggiore per meriti straordinari. Nell'aprile 1937 partiva volontario per la Spagna quale comandante del VI Gruppo da caccia dell'Aviazione Legionaria. Rientrato in Italia col grado di tenente colonnello, e decorato con la terza medaglia d'argento al valor militare fu dapprima giudice nel Tribunale militare di Roma e poi comandante del XXIV Gruppo del 52º Stormo Caccia Terrestre dove prestava servizio all'atto dell'entrata in guerra del Regno d'Italia nel giugno 1940. Promosso colonnello a scelta assoluta nel marzo 1941, assunse il comando del 4º Stormo Caccia Terrestre. Cadde in combattimento il 25 ottobre 1941 sul cielo di Malta, volando su un caccia Aermacchi C.200 Saetta, e fu decorato con la medaglia d'oro al valor militare alla memoria.

### Fonti
1. 1 2 3 4 5 6 7 8  Combattenti Liberazione.
2. 1 2  Gruppo Medaglie d'Oro al Valor Militare 1965, p. 732.
3. 1 2  Ufficio Storico dell'Aeronautica Militare 1969, p. 198.
4. ↑   Medaglia d'oro al valor militare Leotta, Eugenio, su quirinale.it, Quirinale. URL consultato l'11 luglio 2021.
5. ↑  Bollettino Ufficiale 1942, dispensa 9ª, registrato alla Corte dei conti addì 27 marzo 1942, registro n.18 Aeronautica, foglio n.22